# Lola B08/60
La Lola B08/60 è una vettura sport-prototipo da competizione categoria LMP1 progettata e realizzata dalla Lola Racing Cars e sviluppata insieme alla casa automobilistica inglese Aston Martin in base ai regolamenti ACO, per gareggiare nella 24 Ore di Le Mans e nel campionato Le Mans Series. 
È il primo prototipo sportivo della Lola con abitacolo chiuso costruito dalla Lola T92/10 del 1992. Ha debuttato nelle competizioni nel 2008, con l'Aston Martin che è stata tra le prime scuderie clienti ad utilizzarla nella categoria LMP1 della Le Mans Series. In seguito ha preso parte alla 24 ore di Le Mans 2008 e 2009.